# Онорио, Рота
Рота Онорио Арорае (англ. Rota Onorio Arorae; 26 октября 1919 — 14 сентября 2004) — государственный и политический деятель Кирибати, председатель Государственного парламента страны. После отставки первого президента Иеремии Табаи, исполнял обязанности президента Кирибати с 10 декабря 1982 по 18 февраля 1983. 
Впоследствии вновь передал президентские полномочия Иеремие Табаи.